# Gyrophaena pseudonana
Gyrophaena pseudonana – gatunek chrząszcza z rodziny kusakowatych i podrodziny rydzenic.
Gatunek ten opisany został po raz pierwszy w 1939 roku przez Andreasa Stranda.
Chrząszcz o wydłużonym ciele długości od 1,8 do 2,3 mm. Głowa jest czarnobrązowa, 1,7 raza szersza niż dłuższa, zaopatrzona w wyłupiaste oczy. Barwa czułków jest rudożółta do brązowej. Ich człony od szóstego do dziesiątego są wyraźnie szersze niż dłuższe. Przedplecze jest czarnobrązowe z rozjaśnionymi krawędziami, mniej lub bardziej wysklepione, po bokach równomiernie zaokrąglone. Szeregi punktów na przedpleczu nie są pośrodku przerwane; przy środku dysku szeregi liczą około sześciu punktów. Powierzchnia przedplecza jest mocno lśniąca, praktycznie pozbawiona szagrynowania. Pokrywy są brązowawe z czarniawymi tylnymi kątami zewnętrznymi, punktowane słabiej niż u G. rugipennis, mierzone u szwu co najwyżej nieznacznie dłuższe od przedplecza. Wewnętrzna połowa pokrywy jest gęsto i często nierównomiernie punktowana, a zewnętrzna ziarenkowana do pomarszczonej. Kolor odnóży jest rudożółty do brązowego. Odwłok jest rdzawobrązowy z czarną przepaską poprzeczną. U samca tylny brzeg tergitu szóstego ma dwa małe ząbki lub ciernie pośrodku i dwa dłuższe, zakrzywione zęby po bokach.
Owad palearktyczny, europejski, znany z Francji, Niemiec, Szwajcarii, Austrii, Danii, Szwecji, Norwegii, Finlandii, Czech, Słowacji i północnoeuropejskiej części Rosji. Na „Czerwonej liście gatunków zagrożonych Republiki Czeskiej” umieszczony jest jako gatunek zagrożony wymarciem (EN).